# 费迪南德·马科斯
费迪南德·埃曼努埃爾·埃德拉林·马科斯（1917年9月11日—1989年9月28日），為與後來也當選總統的兒子區分又稱老马科斯，菲律賓政治人物、律师、独裁者，於1965年至1986年擔任菲律賓總統。他在1972年至1981年實施戒严令，並在之後保留了大部分戒嚴令權力直至1986年被人民力量革命推翻。
馬可仕早期通過聲稱自己是「菲律賓獲獎最多的戰爭英雄」而獲得政治上的成功，但他的许多说法最终被认为是虚假，美国陆军的文件描述他在战时的说法是“欺诈性”和“荒谬”的（参见：费迪南德·马科斯的军事生涯）。第二次世界大战后，他成为一名律师。1949年至1959年在菲律宾众议院任职，1959年至1965年在菲律宾参议院任职。之后，他在1965年菲律宾总统选举成功当选总统。上任后，马科斯推行了一项由外债资助的基础设施发展计划，使他在第一任期内很受欢迎，尽管这些举措在之后引发了通货膨胀危机，导致第二任期的社会动荡。1972年9月23日，马科斯在他的第二个任期即将结束前不久宣布菲律宾进入统治下的戒严令。戒严令于1973年通过备受争议的公民投票获得批准。在此期间，宪法被修改，媒体被压制，政府使用暴力打压政治反对派、穆斯林、 疑似共产主义者和普通公民。
在1981年菲律宾总统选举中，马科斯再度连任，展开第三届任期。由于1983年初开始的经济崩溃以及反对党领袖参议员阿基诺被暗杀引起的公愤，马科斯的声望大打折扣。种种的不满导致反对派在1984年菲律宾议会选举中死灰复燃，加上他的财务账户和虚假的战争记录被多份文件揭露，使得马科斯决定于1986年宣布提前举行大选。对大规模的选举舞弊、政治动荡和侵犯人权的指控导致了1986年2月的人民力量革命，这场革命使他下台。为避免支持和反对马科斯的军队在马尼拉发生军事冲突，美国总统罗纳德·里根通过参议员保罗·拉克萨尔特建议马科斯“一刀切”（Cut and cut cleanly）。马科斯随后与家人一起逃往夏威夷。阿基诺的遗孀科拉松继任总统。
根据善政总统委员会提供的文件，马科斯家族从菲律宾中央银行窃取了50亿美元至100亿美元。PCGG还认为，马科斯家族过着奢侈的生活，在1965年至1986年间从菲律宾夺走了数十亿美元。马科斯和夫人伊梅尔达·马科斯保持着数十年来吉尼斯世界纪录中最大的政府盗窃案。

## 生平

### 早年
馬可仕的父親馬里亞諾·馬可仕（Mariano Marcos，1895年4月21日–1945年3月8日） 為律師及眾議員，母親是教師，馬可仕是4名小孩中的次子。马科斯曾声称他是参与美菲战争的菲律宾将军安东尼奥·卢纳的后裔，然而这一说法后来被系谱学家Mona Magno-Veluz否认。他还称16世纪明朝海盗林凤为其先祖。
馬可仕就讀於菲律賓大學法律系時相當活躍，不但是辯論冠軍，還擅長游泳、拳擊與摔角。在學時因被懷疑與父親敵對的眾議院議員暗殺事件有關，因而被判有罪入獄，不過隨即被總統曼努埃爾·奎松特赦，但馬可仕不接受，堅持上訴，並在關押期間準備司法考試。翌年最高法院改判無罪，馬可仕遂得以出獄。不久馬可仕大學畢業，參加司法考試，第一名的成績及格。第二次世界大戰期間，馬可仕參加菲律賓自治軍，從事抗击日军的游擊隊活動；並且於巴丹死亡行軍中僥倖逃脫。馬可仕的作戰經歷，成為馬可仕往後的從政基礎。

### 從政
第二次世界大戰結束後，菲律賓共和國於1946年正式獨立，馬可仕出任曼努埃爾·羅哈斯總統的秘書，1949年馬可仕代表菲律賓自由黨身份當選眾議院議員，並且於1954年與伊美黛結婚，2人生下3個小孩。1959年馬可仕進入參議院，1962年馬可仕出任參議院議長，由於未獲得自由黨提名參選總統，馬可仕便改代表國民黨於1965年參選總統，以建立新社會運動為號召，擊敗尋求連任的馬嘉柏皋而當選。
馬可仕在總統任內加強與美國關係，並推行反共主義。他发誓要重整軍隊與警察、改善農村基礎建設，並執行土地改革計畫，但他几十个浩大的计划吞噬了数十亿美元，许多还只是停留在草图上。在1966年10月在針對越南戰爭問題，他在馬尼拉主持了東南亞條約組織，以支持美軍為由派菲律賓軍隊進入南越，同时他与美国的同盟变得更加紧密。
從1966年到1971年，菲律賓字面上失業率從7.2％下降到5.2％，而实际上贫困进一步加剧，此外，屠杀和受贿却合法化了，民主政体名存实亡。然而由於裙帶資本主義的腐化與权力尋租行為的橫行，馬可仕在任期間，菲律賓貧富差距不斷擴大，引發反對人士的批判。爾後馬可仕於1969年11月11日的總統大選競選中，以選舉舞弊的方式連任成功，成為菲律賓史上第一位連任成功的總統。
1960年代末期，由于不平等的加剧、暴力、和马科斯的任人唯亲，菲律賓在政治、經濟、社會都出現混亂。並且在1969年出現了反政府的軍事力量新人民軍，並且與菲律賓共產黨合作，成為菲共的游擊組織，宣布以武裝革命推翻政府，實施社會主義。

### 獨裁統治
1970年代隨著學生運動的興起、菲共新人民軍的擴大做亂，在1970年1月爆發流血衝突，抗議的學生甚至企圖衝進總統府馬拉坎南宮與軍警發生衝突。另外，菲律賓南部棉蘭老島出現伊斯蘭教分離主義軍隊活動。
馬可仕先指控反對派領袖艾奎諾與新人民軍勾結並逮捕共產黨領導人，更在1972年9月23日宣佈《戒嚴令》（於9月21日生效），菲律賓全國戒嚴，取消1935年憲法中總統任期只有兩屆的限制。並以國家安全為由逮捕、拘禁數千人，有人因此長年失蹤，更有多人死在拷问室和监狱中。
1978年6月11日，费迪南德·马科斯簽署1596號總統法令，正式把包含中業島在內的「自由邦」纳入菲律宾領土，把自由邦島礁連同附近海域劃入了“卡拉揚區域”，正式宣佈設立卡拉揚市。
1981年1月17日，馬可仕宣布解除戒嚴，不過仍位居總統之位。1981年6月16日，睽違12年之後再度舉行總統大選，馬可仕发动了一次新的選舉，他再一次以選舉舞弊的方式獲得胜利，並於同年6月30日宣誓就職。
尽管由于沙巴主权争议课题而与邻国马来西亚关系紧张，马科斯仍于1984年2月在文莱会见马来西亚首相马哈迪·莫哈末，但双方没有讨论这项课题。会谈结束后马科斯表示，沙巴问题将在5月份菲律宾立法选举后两国再进行讨论。

### 下臺及逝世

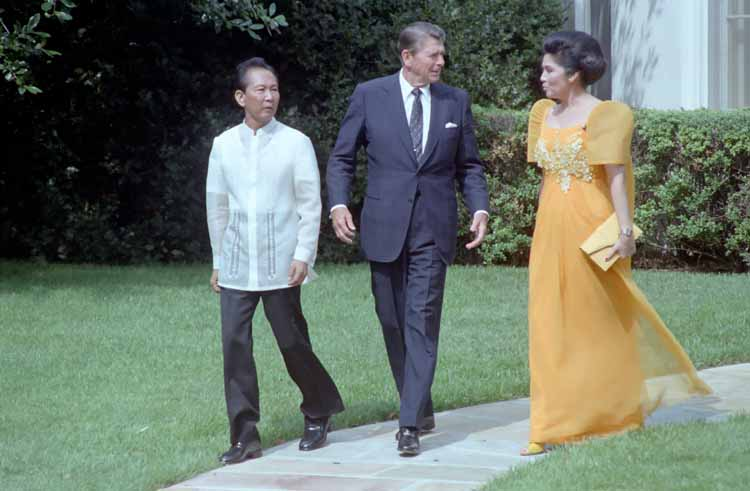
馬可仕夫婦拜訪美國總統里根，1982年

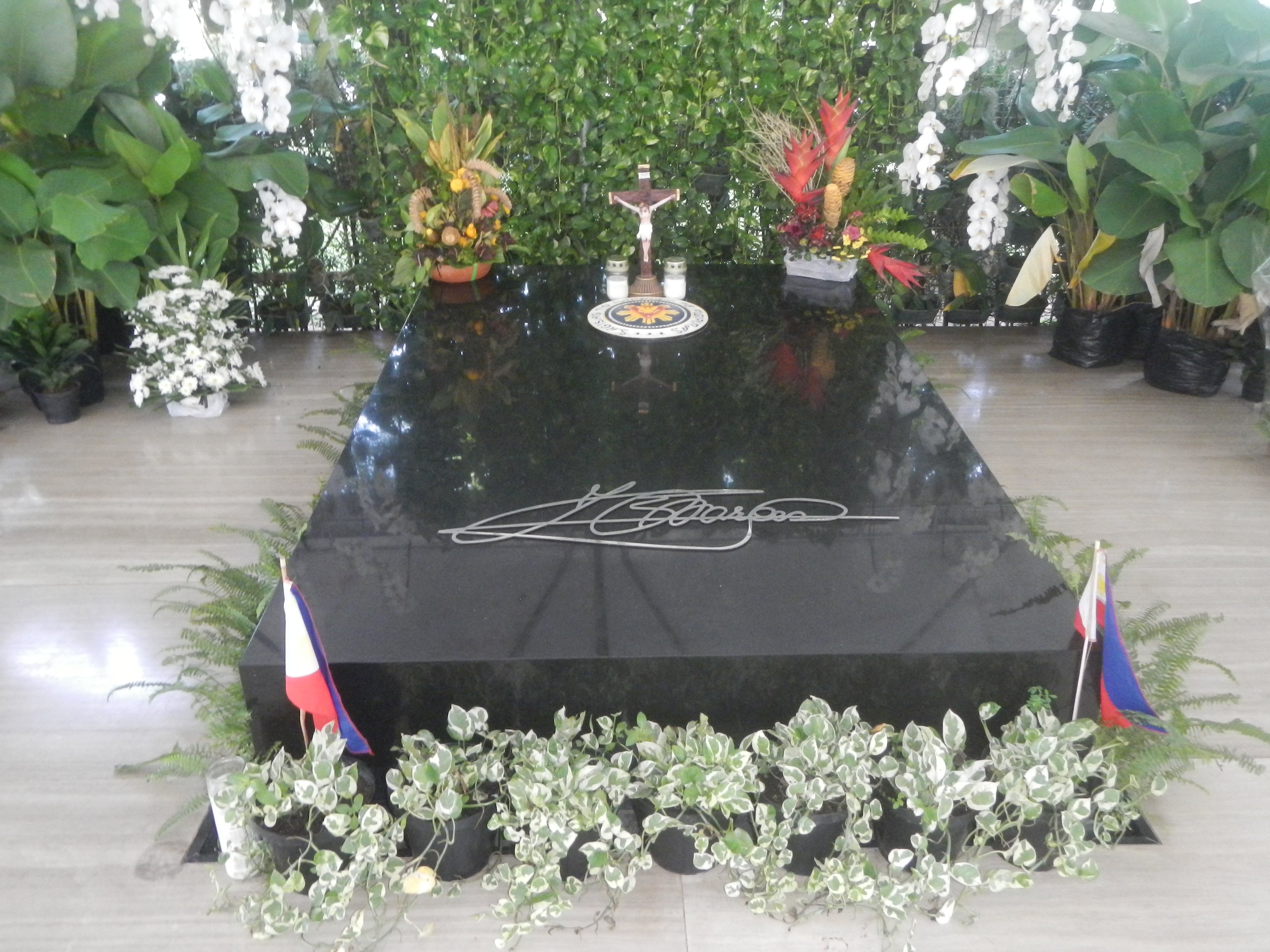
2016年安葬於馬尼拉英雄公墓的馬可仕墓地

1983年，反對派領袖艾奎諾自美國途經臺灣中正國際機場（今臺灣桃園國際機場）返國後，於馬尼拉國際機場（今尼諾伊·阿基諾國際機場）被當眾暗殺，引發國內外的一致批判。馬可仕為重建自身統治的合法性，決定提前一年於1986年2月7日舉辦總統大選。選舉過程中，馬可仕雖然有國家機器的宣傳優勢，並且以作票方式控制選舉；選舉結果，馬可仕獲得選票1080萬7179張（53%），而艾奎諾夫人柯拉蓉則獲949萬1716張票（47%），惟政府部門在計票過程之中，許多選票被篡改、大量作廢等，引發激烈的爭議。馬可仕不承認敗選，且於1986年2月25日自行舉辦總統就職典禮。當日群眾即包圍馬拉坎南宮，最後在眾叛親離下，馬可仕全家搭乘美軍直昇機經關島流亡夏威夷。
1989年9月28日，因心臟病發病逝於美國夏威夷州檀香山市，終年72岁。1993年其遗体被保存，停放在位于北伊羅戈省的馬可仕纪念馆。2016年11月18日，杜特蒂政府允許馬可仕遺體於馬尼拉英雄公墓下葬。
马科斯家族至今對菲律賓政壇仍有很大影響力，馬可仕之子小费迪南德·马科斯亦曾任菲律賓參議員，并於2022年菲律宾总统选举中當選。

## 争议
马科斯留下了许多政治問題和过度独裁的经济遗产。

### 侵犯人权

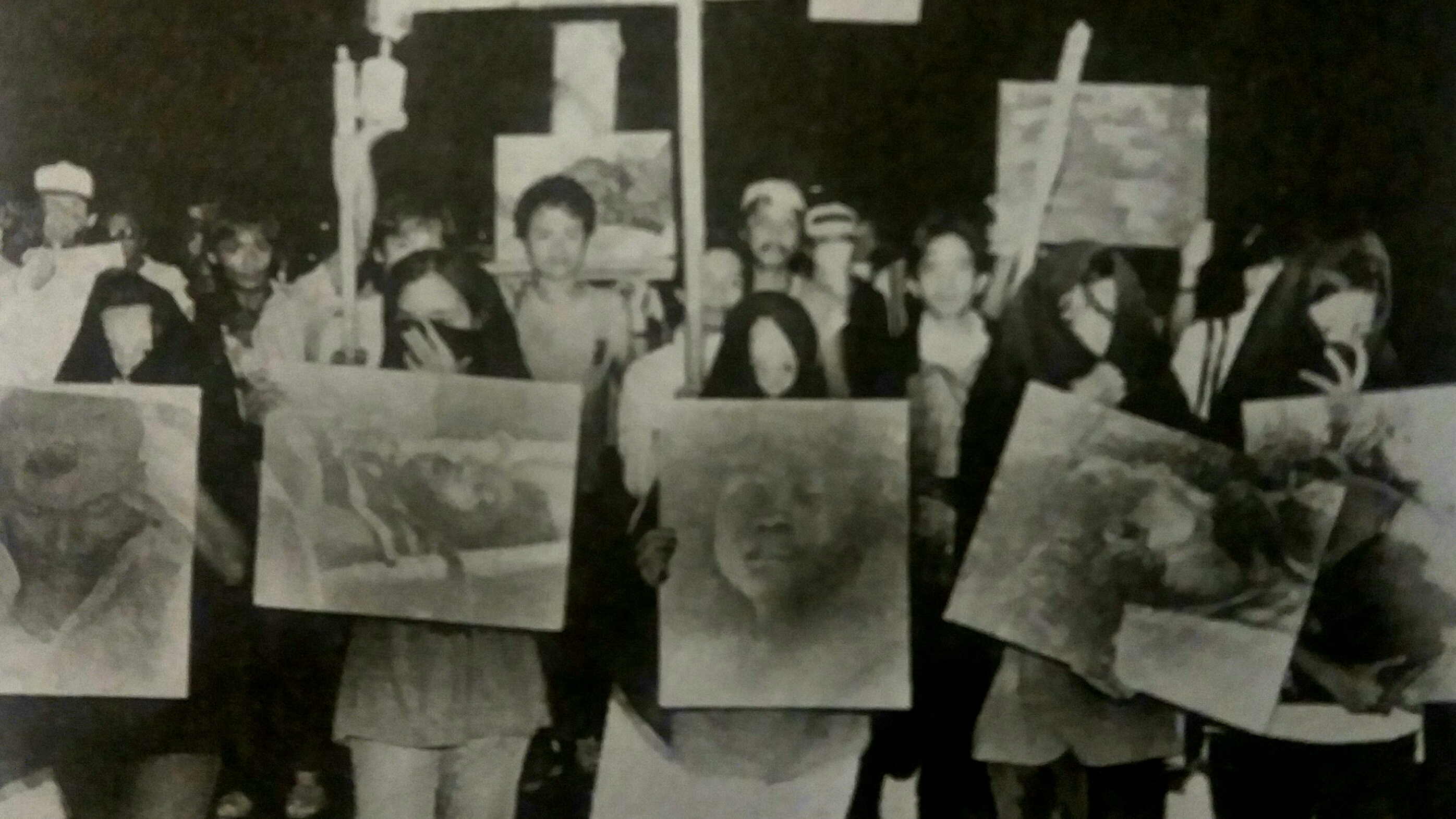
在1986年反对马科斯独裁统治的集会上，抗议者高举埃斯卡兰特大屠杀受害者的照片

马科斯政府的军队在1972年至1986年期间使用了各种形式的酷刑，这其中包括电刑、窒息、殴打、水刑等。
1976年，国际特赦组织发布一份报告列出了88名政府施刑者，其中包括菲律宾警察和菲律宾军队的成员，他们分别受菲德尔·拉莫斯少将和国防部长胡安·庞塞·恩里莱的直接控制。根据酷刑受害者Rigoberto Tiglao的说法，马科斯被指控所有侵犯人权行为几乎都是由菲律宾警察部队实施的，特别是通过其全国“警察安全部队”（Constabulary Security Units）网络，这些部队的负责人直接向菲德尔·拉莫斯报告。
关于马科斯政权期间犯下的侵犯人权行为，有各种统计数据。菲律宾被拘留者特别工作组（TFDP）记录：
- 2,668起逮捕事件
- 398起失踪案
- 1,338次打捞
- 128失意的打捞
- 1,499人在大屠杀中丧生或受伤

大赦国际报告：
- 70,000 人被监禁
- 34,000 人遭受酷刑
- 3,240 人被记录在案

历史学家阿尔弗雷德·麦考伊 （Alfred McCoy）给出了1975年至1985年间军方有记录的3,257起法外处决、35,000人遭受酷刑和70,000人被监禁的数字。报章《Bulatlat》将任意逮捕和拘留的受害者人数定为120,000人，根据戒严令法外处决活动人士的人数为1,500人，而Karapatan（当地人权组织）的记录显示有759人非自愿失踪，他们的尸体从未被发现。根据《颠覆性生活》（Subversive Lives）一书已故作者苏珊·昆波（Susan Quimpo）的说法，80,000人对于马科斯政权期间被监禁的人数来说是一个较低的数字。
除此之外，还有多达10,000名摩洛人在菲律宾军队、菲律宾警察和亲政府的伊拉加准军事组织的屠杀中丧生。

#### 貪污
马科斯和妻子伊梅尔达·马科斯的事迹于1989年被吉尼斯世界纪录联合记录为史上最大政府贪污案（估计50亿至100亿美元），他们至今仍然保持着这一记录。

## 个人生活
马科斯与同居妻子卡门·奥尔特加（Carmen Ortega）住在一起，奥尔特加是伊洛卡纳混血儿。他们育有三个孩子，并在圣胡安奥尔特加街204号居住了大约两年。1953年8月，《马尼拉日报》宣布他们订婚。
关于马科斯和奥尔特加以及他们的孩子之后所发生的事情和经历较少历史记载。马科斯于1954年4月17日与伊梅尔达·马科斯结婚，距他们初次见面仅11天。他们育有三个亲生子女：费迪南德、伊梅和艾琳马科斯。马科斯与奥尔特加的第四个孩子是在他与伊美黛结婚后出生的。夫妇俩后来收养了一个女儿艾梅。马科斯在1968年至1970年间曾与美国女演员多维·比姆斯（Dovie Beams）传出绯闻。2004年，据《悉尼晨锋报》报道，马科斯在1970年还与模特Evelin Hegyesi有不正当关系，并与她生了一个孩子Analisa Josefa。